# Pterois radiata
Pterois radiata — вид скорпеноподібних риб роду Крилатка (Pterois) родини скорпенових (Scorpaenidae).

## Назва
Pterois перекладається з грецької мови як «крилатий», видова назва radiata з латини перекладається як «променистий».

## Поширення
Вид зустрічається у Індійському океані, Червоному морі та на заході Тихого океану від берегів Південної Африки до островів Рюкю та Нової Каледонії.

## Опис
Риба середнього розміру 20-24 см завдовжки, яскравого забарвлення. Тіло червоного, а посередині чорного кольору з білими поперечними смугами по всьому тілі, плавці — червоні. На спинному та грудних плавцях розміщені довгі, отруйні, яскраво забарвлені колючки.

## Спосіб життя
Це морський, тропічний вид, що мешкає на коралових рифах на глибині до 30 м. Активний хижак, що живиться дрібною рибою та ракоподібними.